# Medaile Jana Žižky z Trocnova
Medaile Jana Žižky z Trocnova, je vyznamenání, které bylo založené 21. října 1918 vedením československých legií v Jekatěrinburku. Tímto se tato medaile stala vůbec prvním a nejstarším československým vyznamenáním.
Medaile měla být udělována ve 3 stupních:
- I. stupeň  se dvěma pěticípými hvězdičkami na stuze (nebyl udělený)
- II. stupeň  s jednou pěticípou hvězdičkou na širší stuze
- III. stupeň bez hvězdičky na užší stuze

Medaile II.stupně je ze stříbrného a měděného plechu sválcováním za tepla do sebe, tak zvaným plátováním, medaile III. stupně je ražena z mědi.
Medaile byla zavěšena na tak zvaném „Ráhnovém závěsu“, kde rozeznáváme dvě varianty závěsu:
I. varianta Délka raménka 51 mm
II. varianta Délka raménka 34 mm.
Stuha je červená se dvěma našitými postranními proužky černého sametu. Autor medaile byl český sochař, medailer a legionář Karel Babka.